# Verwirkung
La Verwirkung (generalmente tradotto come "rinuncia tacita all'azione") è un istituto giuridico caratteristico dell'ordinamento tedesco, ma accolto ora in molti altri ordinamenti. 
Si tratta della possibilità di opporre un'eccezione all'azione proposta da un soggetto che abbia provocato nella controparte il ragionevole affidamento che non avrebbe esercitato un proprio diritto.

## Origine storica
Questo istituto fu elaborato dalla giurisprudenza e dalla dottrina tedesca dopo l'entrata in vigore del codice civile unitario del Secondo Reich, il BGB, nel 1900. La Verwirkung si colloca nell'ambito della dottrina dell'abuso del diritto, nata a partire dalle disposizioni dei paragrafi del BGB § 226 (divieto di utilizzo di diritti soggettivi al solo scopo di ledere un terzo, cosiddetti atti emulativi), § 826 (risarcimento del danno doloso contrario al buon costume) e soprattutto § 242 (buona fede nell'esecuzione della prestazione).
Sulla base dell'elaborazione tedesca dell'abuso del diritto, anche la Verwirkung è stata recepita in numerosi ordinamenti, ad esempio la Svizzera.

## Contestualizzazione nel sistema italiano
L'Italia non ha recepito la Verwirkung, e neppure ha accolto un generale principio di abuso del diritto, come è stato codificato da numerosi ordinamenti sul modello tedesco. Si ritiene infatti riconducibile la fattispecie alla clausola generale della buona fede.
Gli studiosi italiani sono dibattuti sulla natura della Verwirkung all'interno del sistema. Generalmente si ritiene sia una rinuncia tacita all'azione, ma per altri è invece una forma di decadenza dall'esercizio di un diritto soggettivo. Autorevole dottrina invece ritiene si tratti di perenzione dell'azione, ben distinta dalla rinuncia tacita all'azione. In ogni caso la giurisprudenza di legittimità, in numerose sentenze, si è occupata di tali principi richiamando espressamente la Verwirkung e applicando tale particolare decadenza a causa della prolungata inerzia del creditore o del titolare di una situazione potestativa che per lungo tempo trascuri di esercitarla e generi così un affidamento dell'altra parte nell’abbandono della relativa pretesa, è idoneo come tale a determinare la perdita della situazione soggettiva [...].